# رانيكا
رانيكا (Ranica) بلدة بمقاطعة بيرغامو في إقليم لومبارديا شمال إيطاليا، وتقع على بعد 50 كم شمال شرق ميلانو، و5 كم شمال شرق بيرغامو. يقطنها 6,005 ساكن.

## السكان
في سنة 1861 بلغ عدد السكان 920 نسمة، وتطور العدد ليصل في سنة 2011 لـ 5٬986 نسمة.
يظهر هذا المخطط البياني تطور النمو السكاني لـ رانيكا